# Via Tecta
Tecta era uma antiga via romana situada no Campo de Marte, em Roma. Ela foi citada uma vez por Sêneca e duas por Marcial e segundo as descrições fornecidas teria ligado a Via Flamínia ao bairro de Tarento. Seu nome seria uma referência a algum tipo de colunata que protegia-a. Em escavações realizadas nas modernas Via di Pescheria, del Pianto, de' Giubbonari, de' Capellari e Banco do Espírito Santo detectou-se traços de pavimento romano que foram associados com esta via.